# Маурер, Людвиг Вильгельм
Людвиг Вильгельм (Людвиг Вильгельмович) Маурер (нем. Ludwig Wilhelm Maurer, иногда также Луи Маурер, фр. Louis Maurer; 8 февраля 1789, Потсдам — 25 октября 1878, Санкт-Петербург) — немецко-российский скрипач, дирижёр и композитор.
Ученик Фридриха Вильгельма Хаака. Концертировал с 14-летнего возраста. В 1806 г. отправился на гастроли в Кёнигсберг и Ригу, а оттуда в Москву, где по рекомендации Пьера Байо поступил дирижёром в оркестр В. А. Всеволожского. Работал в России до 1817 г., поставил в 1815 г. в Петербурге свою первую одноактную оперу «Новый Париж». В 1818 г. занял пост концертмейстера в Ганновере, здесь в 1828 г. поставил свою наиболее известную оперу «Алоиза», в дальнейшем широко шедшую по всей Европе. Всё это время Маурер продолжал оставаться популярен в России: в 1822 г. был поставлен водевиль Николая Хмельницкого «Новая шалость, или Театральное сражение» с музыкой Маурера, Алябьева и Верстовского, имевший оглушительный успех (отчасти, как считается, благодаря неожиданному исполнению ролей мальчиков-шалунов юными актрисами), в 1829 г. Михаил Лермонтов исполнял аллегро из скрипичного концерта Маурера на годовом экзамене в Благородном пансионе.
В 1832 г. Маурер вернулся в оркестр В. А. Всеволожского, много концертировал — в частности, в 1834 г. впервые в России исполнил скрипичный концерт Бетховена, получив восторженный отзыв Владимира Одоевского в «Северной пчеле» (14 марта 1834). В 1835 г. Маурер стал дирижёром французского театра в Петербурге, и спустя три года тот же Одоевский (в комментариях к русскому переводу «Истории музыки» Стаффорда) отмечал, что всего за год Мауреру удалось из разболтанного и малопрофессионального коллектива создать оркестр, способный не только аккомпанировать спектаклям, но и вести полноценную концертную деятельность, исполняя произведения Моцарта, Гайдна и других композиторов.
В 1841 г. Маурер занял должность инспектора Императорских театров. С Санкт-Петербургом была связана вся дальнейшая карьера Маурера. Среди вершин этой карьеры — балет «Тень» (1839), поставленный Филиппо Тальони с Марией Тальони в главной партии, и первое российское исполнение Пятой симфонии Бетховена 28 марта 1845 года в рамках представительного гала-концерта с участием певцов Полины Виардо, Джованни Батиста Рубини и Антонио Тамбурини, квартета Мюллеров и ряда других выдающихся европейских музыкантов (по словам всё того же Одоевского, «такого концерта у нас ещё не было!»). В 1850-е гг. Александр Серов назвал Маурера лучшим дирижёром Санкт-Петербурга. Успехом пользовались увертюры, симфонии, квартеты Маурера, произведения скрипичного репертуара, отличающиеся виртуозной техникой, пьесы для духовых инструментов; к наиболее заметным сочинениям Маурера относится Концертная симфония для четырёх скрипок с оркестром, впервые исполненная в Париже в 1838 г. самим Маурером, Карлом Фридрихом Мюллером, Людвигом Шпором и его кассельским ассистентом Адольфом Виле (1794−1845).
Сын Маурера Всеволод также стал заметным скрипачом; вместе с ним и другим сыном, Александром, виолончелистом, Маурер-старший в 1850-60-е гг. выступал с камерными концертами.